# EBI

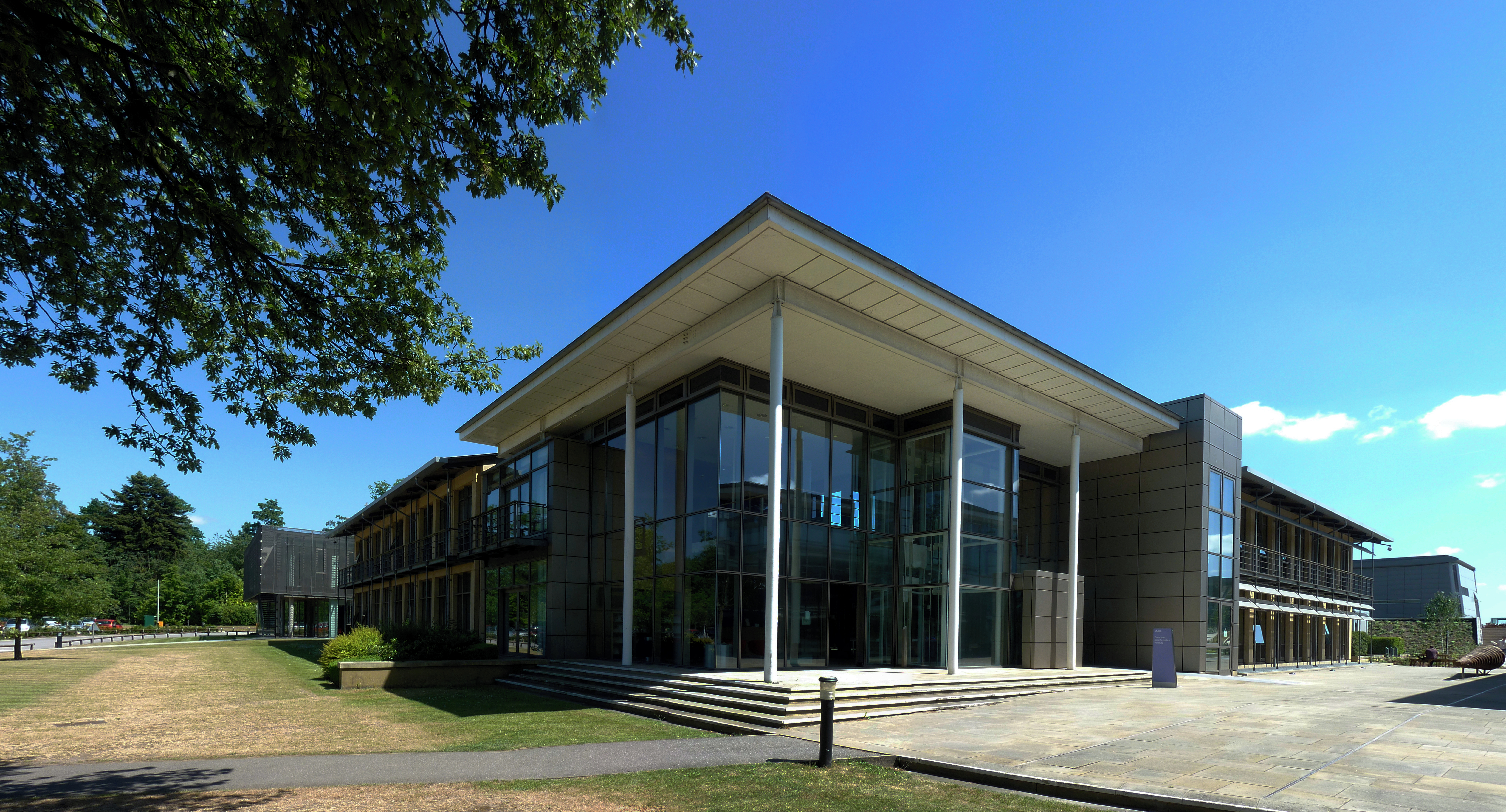
유럽 생물정보학 연구소, 영국 캠브리지 힝스턴.

유럽 생물정보학 연구소(영어: European Bioinformatics Institute, EBI)는 영국의 힝스턴에 위치하고 있으며 유럽분자생물실험실(영어: European Molecular Biology Laboratory, EMBL)의 산하 기관으로 생물정보학에 관한 연구를 수행과 정보를 제공하고 있다. EBI에서는 EMBL DB, SWISS-PROT DB, PDB 등의 생물학 데이터베이스를 제공하고 있는데, 이러한 데이터베이스의 데이터를 검색하고 분석하기 위한 도구들을 웹 서비스로 제공하고 있다.